# Người Trung Quốc xấu xí
Người Trung Quốc xấu xí (tiếng Anh: Ugly Chinese) là một thuật ngữ quốc tế miệt thị được dùng để chỉ những cảm nhận về những người Trung Quốc khi đi du lịch thể hiện thái độ thô lỗ không lịch sự đến không thể tin được. Ngoài ra họ còn vi phạm pháp luật, phá hoại, gây xung đột với dân bản địa...